# Linanthus longitubus
Linanthus longitubus là một loài thực vật có hoa trong họ Polemoniaceae. Loài này được (Benth.) A. Heller mô tả khoa học đầu tiên năm 1904.